# Yên Trung, Bắc Ninh
Yên Trung là một xã thuộc tỉnh Bắc Ninh, Việt Nam.

## Địa lý
Xã Yên Trung có vị trí địa lý:
- Phía đông giáp xã Tam Đa
- Phía tây giáp các xã Hiệp Hòa và Xuân Cẩm
- Phía nam giáp xã Yên Phong
- Phía bắc giáp phường Vân Hà.

Xã Yên Trung có diện tích 18,34 km², dân số 36.329 người, mật độ dân số đạt 1.980 người/km².

## Hành chính
Xã Yên Trung được chia thành 12 thôn: Ấp Đồn, Trung Lạc, Chính Trung, Lương Tân, Thân Thượng, Trần Xá, Xuân Cai, Vọng Đông, Yên Lãng, Chân Lạc, Lạc Trung, Phù Yên, Lương Cầm, Phù Cầm

## Lịch sử
Văn bia Hậu thần bi ký (No 17.242), thôn Chính Trung, xã Yên Trung, dựng năm Dương Đức 1 (1672), nội dung văn bia viết về thân thế, sự nghiệp quan thái giám Thư Đình hầu Phạm Đức Nhuận.
Văn bia Tứ tòa phụ hậu thần (No 3995-98), để tại thôn Xuân Cai, xã Yên Trung, soạn năm Vĩnh Trị 5 (1680), Nội dung văn bia: Ông Tổng thái giám Đăng Phúc hầu Nguyễn Sĩ Gia bỏ tiền xây đình, bỏ ruộng cứu dân, nên được thờ ở bên đình.
Dựa vào 02 văn bia trên, chứng tỏ họ Phạm đã có ở thôn Chính Trung từ rất lâu. Và Họ Nguyễn Sĩ đã có ở thôn Xuân Cai cũng từ rất lâu, và cụ Nguyễn Sĩ Gia còn được phối thờ ở đình thôn Xuân Cai.
Theo "Địa lý hành chính Kinh-Bắc", Tổng Dũng Liệt xưa có 12 xã, thôn:
1. Chính Trung.
2. Kính Thượng (hay Thân Thượng).
3. Lang Tân (Chóa Sắt).
4. Xuân Cai.
5. Vọng Đông.
6. An Lãng (làng Ráng).
7. Hộ Trung (sau này là Lạc Trung).
8. Chân Hộ (sau này là Chân Lạc-Chóa     Chợ).
9. Phù An (sau này là Phù Yên).
10. Trần Xá (Làng Chiềng).
11. Phù Cầm (Gầm Thượng).
12. Lương Cầm (Gầm Hạ).

Tháng 6 năm 1948, hợp nhất 2 xã Ngũ Phúc và Hiệp Hòa thành lập xã Phúc Hòa.
Đến năm 1971, xã Phúc Hòa đổi tên thành xã Yên Trung gồm có 9 thôn.
Ngày 16 tháng 6 năm 2025, Ủy ban Thường vụ Quốc hội ban hành Nghị quyết số 1658/NQ-UBTVQH15 của UBTVQH về việc sắp xếp các đơn vị hành chính cấp xã của tỉnh Bắc Ninh năm 2025. Theo đó, sắp xếp toàn bộ diện tích tự nhiên, quy mô dân số của xã Dũng Liệt và xã Yên Trung thành xã mới có tên gọi là xã Yên Trung.

## Xã hội
Nhân vật nổi tiếng:
Ông Nguyễn Sỹ Thăng Trung tướng Quân hội nhân dân Việt Nam. Hiện nay ông đã nghỉ hưu
Ông Trương Hải Long hiện nay là Thứ trưởng Bộ Nội vụ (Việt Nam)
- Thời Văn hóa Đông Sơn, xã Dũng Liệt đã quần canh quần cư thành một ngôi làng, với bằng chứng là di chỉ khảo cổ học nội Gầm, tại di chỉ này các nhà khảo cổ học đã xác định khoảng năm 827-527 trước công nguyên, con người đã ngụ cư tại đây thành một làng xã từ thời trước Bắc thuộc. Di chỉ khảo cổ học nội Gầm đã được Viện khảo cổ học và Ty văn hóa Hà Bắc khai quật năm 1973.
Các vị Thiền sư Tổng Dũng Liệt xưa:
1. Đến thời Nhà Lý xã Dũng Liệt là trung tâm phật giáo lớn của huyện Yên Phong, với vị tổ thứ 8 của dòng thiền Vô Ngôn Thông, Thiền sư Đạo Huệ họ Âu (?-2.8.1172), thiền sư thị tịch ngày mồng 2 tháng 8 năm 1172 (âm lịch).
2. Thiền sư Minh Trí (?-1196), là vị tổ thứ 10 của dòng thiền Vô Ngôn Thông, Người làng Phù Cầm, họ Tô. Sư bẩm tính thông tuệ, đọc khắp các sách. Đến tuổi 20, gặp Đạo Huệ thượng sĩ, bèn bỏ tục xuất gia, gõ trúng bảng huyền. Hiểu rõ tôn chỉ các kinh Viên giác, Nhân Vương, Pháp hoa và sách Truyền đăng. Sư giảng dạy đồ chúng không biết mệt mỏi, nên được ban hiệu Minh Trí.
3. Thiền sư Nguyện Học (?-1181), Chùa Quảng Báo, làng Chân hộ, Như nguyệt. Người Phù Cầm, họ Nguyễn. Thuở nhỏ Sư thọ pháp với Viên Trí chùa Mật nghiêm. Khi được yếu chỉ, trước tiên Sư đến ẩn ở núi Vệ linh chuyên tu phạm hạnh trải 12 năm. Mỗi khi nhập thiền quán đến 3 ngày mới dậy. Sư thường trì Hương hải đại bi đà la ni, nên việc cầu mưa, trị bệnh, không việc gì là không hiệu nghiệm tức khắc.
Các vị Tiến sĩ nho học Tổng Dũng Liệt xưa:
1. Đến thời Nhà Lê sơ vào năm Hồng Đức thứ 21 (1490), xã Dũng Liệt có cụ NGUYỄN THANH CẦN 阮清勤 (1453-?) thi đỗ đệ nhị giáp tiến sĩ xuất thân (Hoàng giáp), sau cụ làm quan đến chức Thừa chính sứ và cụ từng đi sứ nhà Minh. Cụ là vị Tiến sĩ Nho học Khai khoa đầu tiên của xã Dũng Liệt.
2. Thời Nhà Lê sơ Năm 1505 xã Dũng Liệt có cụ LÊ DOÃN CHẤP 黎允執, người thôn Phù Yên, xã Dũng Liệt, đỗ Đồng tiến sĩ xuất thân năm 1505, cụ làm quan đến chức Tả Thị lang Bộ Binh, phẩm hàm tòng tam phẩm. (cũng có tài liệu ghi cụ là Nguyễn Doãn Chấp).
3. Thời Nhà Mạc, năm 1535 có cụ NGÔ PHÚC TINH 吳福星 thi đỗ Đồng tiến sĩ xuất thân cụ cùng khoa thi với Trạng Trình Nguyễn Bỉnh Khiêm, cụ làm quan đến chức Thừa chính sứ cuối đời cụ về trí sĩ. Cụ là cha của Đô ngự sử Ngô Khánh Nùng.
4. Thời Nhà Mạc Năm 1553, Cụ PHẠM THIỆU 笵紹 quê quán ở Châu Khê, trú quán ở xã Dũng Liệt, thi đỗ Đệ nhị giáp Tiến sĩ xuất thân, tức Hoàng giáp, làm quan đến chức Thượng thư, tước Châu Khê hầu và được cử đi sứ sang nhà Minh (Trung Quốc), về trí sĩ. Sau khi mất, ông được truy tặng Thiếu bảo.
5. Thời Nhà Mạc Năm 1556 cụ NGÔ KHÁNH NÙNG 吳慶濃 (1528-?), thi đỗ Đồng tiến sĩ xuất thân, cụ làm quan đến chức Đô ngự sử. Sau khi nhà Mạc mất cụ thờ nhà Lê trung hưng, là con trai của cụ Ngô Phúc Tinh. Cũng có tài liệu ghi cụ làm đến chức Thượng thư Bộ Lễ, được phong tước Phù Lễ hầu.
6. Thời Nhà Mạc Cùng khoa thi năm 1556, cụ NGUYỄN NGHIÊU TÁ 阮堯佐 (1527-?), người thôn Lạc Trung, xã Dũng Liệt, đỗ Đệ nhất giáp tiến sĩ cập đệ, Đệ tam danh, tức Thám hoa. Cụ làm quan đến chức Thừa chính sứ. Sau khi Mạc mất cụ cùng với cụ Ngô Khánh Nùng thờ nhà Lê trung hưng. Cụ là cháu của cụ Ngô Phúc Tinh, là em của cụ Ngô Khánh Nùng.
Hiện mộ phần của cụ được an táng tại bãi Ngươm thôn Lạc Trung.
7. Thời Nhà Lê trung hưng năm 1683, cụ NGUYỄN LONG BẢNG 阮龍榜 (1652-?), người thôn Chân Lạc, xã Dũng Liệt, thi đỗ Đồng tiến sĩ xuất thân, cụ cùng khoa thi với trạng làng Bịu Nguyễn Đăng Đạo. Cụ làm quan đến chức Tư nghiệp quốc tử giám, phẩm hàm tòng ngũ phẩm. Cụ nổi tiếng thần đồng học giỏi, đáng lẽ đỗ trong Tam khôi, nhưng vì bài thì bị phạm lỗi nên bị truất xuống cuối bảng.
·        Như vậy là trong lịch sử khoa cử thì xã Dũng Liệt xưa, có 7 vị đại khoa. Tuy chưa phải là một xã khoa bảng nhưng chắc chắn là một xã với bề dày truyền thống nho học, trong lịch sử khoa cử nho học Việt Nam.
·        TRUNG THẦN TIẾT NGHĨA TRIỀU LÊ:
1. Đặc biệt ở thôn Lương Cầm vào cuối thời Lê sơ có cụ Nghiêm Bá Ký 嚴 伯 驥, người thôn Lương Cầm, xã Dũng Liệt, là công thần trung nghĩa triều Lê, cụ nhận mật triếu của vua Lê, chống lại Mạc Đăng Dung, sau đó cụ hi sinh. Sau Nhà Lê trung hưng phong cụ tước Bình hồ bá, là một trong 13 trung thần tiết nghĩa triều Lê.

### Giáo dục:
Các trường học trên địa bàn xã: 
- Trường THPT Yên Phong Số 2: Thôn Ấp Đồn - Trung Lạc
- Trường THCS Yên Trung: Thôn Chính Trung.
- Trường TH Yên Trung Số 1: Thôn Chính Trung
- Trường TH Yên Trung Số 2: Thôn Yên Lãng.